# زبان کوچه‌بازاری
زبان کوچه‌بازاری یا زبان خودمانی یک گونه کاربردی غیررسمی است که که اعضای گروه‌های ویژه‌ای با استفاده از آن به جای زبان معیار، برای خود هویت گروهی ایجاد می‌کنند و خود را از دیگران متمایز می‌کنند. در گذشته زبان کوچه بازاری به زبان افراد «کم» یا «بی‌اعتبار» اشاره داشت. این واژه به مرور این معنی را از دست داد ولی همچنان به عنوان سطح زبانی پایین‌تر از زبان معیار افراد باسواد کاربرد دارد.